# Acció col·lectiva

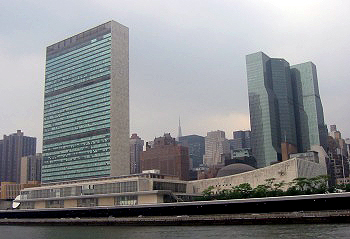
Les Nacions Unides és un intent de resoldre alguns dels problemes més difícils d'acció col·lectiva que es poden trobar: la creació del bé comú per a totes les persones.

L'acció col·lectiva és en sociologia i antropologia un acte dut a terme conjuntament per un grup de persones amb l'objectiu de millorar la seva condició i assolir amb això a una fita comuna.
El concepte és estudiat per diverses àrees del coneixement.
- L'acció col·lectiva és un concepte emprat en sociologia per a entendre els moviments socials. Això vol dir examinar els factors pels quals s'estableixen unes normes, per quina raó pot haver-hi desviació i per quines altres raons hi ha necessitat d'actuar conjuntament per a fer canviar unes normes ja establertes prèviament de forma col·lectiva o no. També s'estudia el fenomen individualitzador. És a dir, com és possible que tota una ciutadania actuï exactament igual tot i que de forma separada.
- L'acció col·lectiva en ciències polítiques mira d'entendre la vessant voluntària i coordinada de l'acció. Això permet entendre el lobisme, la creació de partits polítics, etc.
- L'acció col·lectiva a nivell econòmic interessa com a objecte d'estudi perquè s'interroga sobre la coordinació conjunta per a produir bens, aturar alguna externalitat negativa, produir amb una acció conjunta una externalitat positiva, etc.

De totes totes, diversos autors en ciències socials han elaborat les seves teories respecte de l'acció col·lectiva. A Occident es pot posar noms com ara Mancur Olson i a l'Orient es pot parlar de Confuci.

## Definició i etimologia
Segona l'Enciclopèdia britànica l'acció col·lectiva “és una coordinació conjunta duta a terme per individus amb l'objectiu d'atènyer una finalitat compartida” [trd]. És a dir, l'acció col·lectiva té lloc quan “un nombre de persones treballen conjuntament per a assolir un objectiu comú” [trd].
La problemàtica sociològica és plantejada per David Hume l'any 1739 a A Treatise of Human Nature, tot i que cal matisar que llavors no es parla encara de sociologia ni antropologia. Tanmateix, podríem dir que és gràcies a ell que s'encunya el concepte.
A tot plegat sociòlegs i antropòlegs defineixen la idea d'acció col·lectiva com “a coordinació conjunta de persones que volen mitjançant la seva acció influir sobre el règim establert” [trd.].

### Ambigüitats del concepte
Parla d'acció col·lectiva presenta una sèrie de problemàtiques a causa de les distintes designacions que com a sinònim s'arriben a emprar per a parlar d'aquest concepte. Es pot veure mencionat segons l'autor massa o multitud. És a dir, l'acció col·lectiva implica una noció d'activitat en multitud i en aquest cas la massa pot anar acompanyada de representacions mentals de tota mena.
D'aquesta forma s'ha intentat aportar unes característiques a l'acció col·lectiva.
S'han distingit dues menes d'accions col·lectives:
- quan la coordinació és el resultat de les circumstàncies; es parla d'acció col·lectiva plural
- quan la coordinació ve predeterminada per un dispositiu social; es parla d'acció complementària

D'aquesta forma trobem dos significats per al concepte:
- en sentit no estricte, l'acció col·lectiva és una acció coordinada d'individus variats
- en sentit estricte, l'acció col·lectiva és voluntària i coordinada a la vegada amb l'establiment d'un objectiu a atènyer

Altrament dit, en sociologia hi ha una acció que tot individu duu a terme individualment tot i que repetit per tothom fa que es torni col·lectiva (ex.: anar al supermercat a comprar-hi) i una acció volguda per un grup de persones per a influir sobre el seu medi (ex.: una protesta contra el govern).

## Mirada històrica sobre l'acció col·lectiva
La recerca sobre l'acció col·lectiva remunta als finals del segle xix. Sovint s'enumera a Gustave Le Bon com el primer autor que va investigar sobre el comportament col·lectiu però aquesta paternitat és discutida i qüestionable. Scipio Sighele ja va publicar abans que Le Bon una primera cerca en l'àmbit. Alguns autors es refereixen a Le Bon com a plagi d'obres ja anteriors. Tanmateix, el sociòleg francès ha tingut un impacte notable en la psicologia social, principalment en l'àrea de l'estudi de les masses i per aquesta raó se'l designa tot sovint com el primer autor en fer recerca.

### La malícia de les masses
El primer gruix de treballs relatius a l'acció col·lectiva contempla la massa com un agent pertorbador de l'"ordre" i destructor de la "civilització". Part d'aquesta lectura tindrà a veure amb els treballs de Scipio Sighele que l'any 1891 enumera allò que caracteritza l'acció col·lectiva.
- la massa actua sempre a l'uníson
- la massa es fa amb el nombre
- la massa té predisposició a actuar malament
- la massa es deixa endur sempre per un líder

Aquestes característiques són resumides per Gustave Le Bon que en fa un nou ésser. Existiria una ànima de la multitud que té com a predisposició única el desordre. Gabriel Tarde, Josep Ortega y Gasset, així com altres autors d'època, influenciats pels esdeveniments polítics, tots atorguen un paper malèfic a l'acció col·lectiva. Tots posen l'accent sobre les minories com a productes del bon pensament i les majories com el producte de l'alineació. L'acció col·lectiva esdevé sota aquesta vessant més aviat marxista, un conjunt de persones que actuen violentament i empeses per la irracionalitat.

### El contagi de l'acció col·lectiva
La mirada de l'acció col·lectiva com el producte de gent que vol destruir la civilització és força esbiaixada, però dels treballs inicials s'acaba fent un retrat de la multitud en acció. L'aportació primera en aquest àmbit prové de Sigmund Freud. A Psicologia de les masses i del jo, el psiquiatra emet la teoria que l'individu que participa en una acció col·lectiva es veu empès per una sort de libido que explicaria el caire contagiós de les masses o de l'acció col·lectiva. És a dir, talment com ho referia Scpio Sighele, l'acció col·lectiva actua a l'uníson i té tendència a constituir-se quan és nombrosa perquè, segons Freud, l'element numèric tindria efectes directes sobre la psicologia de cada individu participant en l'acció col·lectiva.

### La teoria de la convergència
Més endavant, el contagi com a element característic de l'acció col·lectiva s'estudia sota altres perspectives i es descarta l'explicació que aporta Freud. L'acció col·lectiva no és contagiosa, més aviat caldria dir que si l'acció té d'alguna manera potencialitat de contagi és perquè tothom dins la manifestació té uns interessos comuns, cosa que explica que tothom actuï de la mateixa forma. Per tant, a la segona meitat del segle XX la lectura del desordre destructor de la civilització es contrasta. S'aporten noves investigacions. De mica en mica es deixa de parla de massa que fineix com a terme pejoratiu. Es prefereix la referència a l'acció col·lectiva i es matisa. El col·lectiu que es manifesta actua efectivament a l'uníson i sovint és força nombrós, però no pas empès per la malícia. Té uns interessos comuns, no és pres per cap libido. Destaquen en l''àmbit els treballs de Turner i Killian que demostren que l'acció col·lectiva no és irracional o irreflexiva, sinó el fruït d'unes normes que el grup en acció teixeix a mesura que es va manifestant.

### Les teories de la tensió estructural
A partir dels anys 1960 el punt de vista sobre l'acció col·lectiva queda del tot alterat. Ara que s'entén que l'acció conjunta no és el fruït d'una irracionalitat malèvola, els treballs de recerca emprenen la investigació sobre una altra via i s'emeten les teories de la privació relativa, de la identitat social o de la tensió estructural. Així al cap i a la fi a l'acció col·lectiva s'esdevé quan hi ha una tensió estructural, que vol dir, un decalatge entre la percepció de les condicions pròpies de vida i la percepció de les condicions de vida d'altri.

## Mirada filosòfica sobre l'acció col·lectiva
Des de finals del segle xx, els filòsofs analítics han estat explorant la naturalesa de l'acció col·lectiva en el sentit d'actuar junts, com quan les persones pinten una casa plegades, passegen juntes o juguen plegades. Aquests exemples particulars han estat fonamentals per a tres dels filòsofs que han fet contribucions ben conegudes en aquest apartat: Michael Bratman, Margaret Gilbert i John Searle, respectivament.
- Margaret Gilbert defensa que l'acció col·lectiva s'esdevé per un compromís implícit creat entre els membres del col·lectiu que es manifesta. És un compromís únic al qual participa tothom en l'acció. No és una decisió presa personalment i independentment. Això derivaria en un rol que tothom assumeix i reenviaria cap a la teoria dels rols.
- John Searle defensa, en canvi, que l'acció col·lectiva s'explica per una intenció pròpia a l'individu esdevinguda col·lectiva. És a dir, l'interès propi o jo, fins i tot intencionalitat-jo, assumiria un interès col·lectiu compartit, és a dir, una intencionalitat-nosaltres. Això posaria en marxa l'acció col·lectiva o animaria a dur a terme una acció col·lectiva.
- Aquestes dues mirades són d'alguna manera revisades per Michael Bratman que certifica el fet d'haver-hi un compromís implícit que si bé atén inicialment a un interès propi, en compartir-se, esdevé un interès comú que porta a l'acció conjunta.

Aquest diàleg filosòfic que hem resumit continua debatent-se avui dia i ha influït en les discussions d'altres disciplines, com ara l'antropologia, la psicologia del desenvolupament i l'economia. Una qüestió general és si cal pensar en termes que van més enllà de les intencions personals dels éssers humans individuals per caracteritzar correctament què és actuar conjuntament.

## Teoria de la privació relativa
Al final del segle xix la sociologia aporta unes primeres explicacions a l'acció col·lectiva apropant-se a la psicologia. Gabriel Trade o Gustave Le Bon són alguns autors a destacar. Són revisats als anys 1960 a les universitats anglòfones majoritàriament. Davies i Gurr acaben destacant-s'hi. Amb la psicologia com a eina d'anàlisi els treballs conclouen que l'acció conjunta o col·lectiva s'esdevé quan hi ha un decalatge entre les aspiracions del grup i la percepció rebuda de la realitat. És a dir, segons els autors que han treballat en psicologia social, l'acció col·lectiva és el fruït de la racionalitat. Sorgeix quan hi ha condicions desfavorables que impacten psicològicament en el col·lectiu.

### Procés d'activació col·lectiva
Abans que un col·lectiu donat emprengui una acció conjunta, haurà passat per un procés d'avaluació del decalatge de la situació viscuda. En funció d'això s'haurà sentit amb necessitat d'actuar. En permenuritzem tot seguit el procés.

#### Privació relativa
Per tal que un grup donat actuï conjuntament cal una percepció d'injustícia. En psicologia social s'ha treballat la noció a partir de la teoria de la privació relativa. Ens diu que la població avalua la seva situació social comparant-se a altres grups socials. En funció de la percepció de trobar-se en una situació pitjor o millor, el grup podrà actuar conjuntament.
És als anys 1970 que apareixen aquestes conclusions de la mà de Ted Grum. A Why Men Rebels? ens diu que el col·lectiu que s'activa conjuntament ha passat prèviament per un procés psicològic conegut per l'esquema frustració-còlera-agressió. És a dir, haurà avaluat la seva situació, comparant-se al veí. Això haurà creat dins seu el sentiment de frustració per còlera i és llavors quan haurà pres la resolució de revoltar-se.
Parlem de privació relativa perquè els individus que actuen units es mouen pel sentiment de privació de quelcom que pensen tenir-hi dret. Aquesta percepció de dret és relativa per la mateixa raó que la veritat com a fet inqüestionable es pot posar en dubte.

#### Politització de la frustració
Les protestes col·lectives sorgeixen, segons les ha treballat Ted Grum, en funció de l'aprofitament polític que se n'hagi fet. És a dir, a les societats contemporànies industrialitzades, l'acció col·lectiva s'acaba plasmant quan hi ha un ús polític de la frustració generada prèviament per la privació relativa. L'aprofitament d'aquest sentiment en l'àmbit polític condueix a unes accions polítiques que es poden plastificar en forma de manifestació, crema de fotografies, de banderes, vagues, etc.

#### Identitat social
La percepció d'injustícia i d'eficàcia s'esdevenen després d'un procés psicològic que s'ha teoritzat en forma d'identitat social. Tot individu d'un col·lectiu disposat a actuar conjuntament s'ha auto-avaluat i comparat amb altres grups. Tot seguit ha procedit a categoritzar. Amb tot això ha pogut percebre una situació injusta i unes condicions òptimes o no per a activar-se amb altres persones a favor d'una fita comuna.

### Tipus de privacions relatives
Ted Grum també explica als seus treballs la mena de privació relativa que pot conduir a una determinada acció col·lectiva.
Les enumera:
- declivi; s'esdevé quan una situació donada ha anat degradant-se en relació als nivells inicials de tal forma que la situació actualitzada és pitjor a l'anterior
- aspiracions; s'esdevé quan una situació donada no compleix les expectatives que el col·lectiu aspirava a tenir
- privació progressiva; s'esdevé quan una situació donada es objecte de retallada de tal forma que la situació actualitzada no és com l'anterior

En funció d'aquestes tres privacions relatives, la població pot activar-se.

## Teoria de la tria racional

### Factors racionals
Mancur Olson va rebutjar l'any 1965 amb els seus treballs part de la literatura marxista relativa sobre l'acció col·lectiva. Segons ha pogut demostrar, l'ésser humà no es mobilitza conjuntament amb altres membres de la mateixa espècie per un bé comú, ans al contrari. Ens diu que l'acció col·lectiva té lloc si prèviament l'individu, dins el seu raonament personal, ha pogut avaluar racionalment els avantatges i desavantatges privats de participar-hi. Dit en mots més entenedors, el ciutadà es mobilitza amb altres ciutadans si la protesta tindrà un efecte positiu sobre les seves condicions materials pròpies, no pas col·lectives.
És doncs sota la lògica d'un egoisme comú que sorgeixen accions col·lectives i, en aquest cas, l'acció conjunta pot tenir un èxit relativament reeixit segons la dimensió mateixa de la manifestació. Tot ciutadà s'hi apunta mentre el grup que reivindica drets és gran i, per tant, pot garantir l'anonimat de cadascun dels reclamants.

#### Dilema social
Els interessos personals d'uns i altres convergeixen segons Mancur Olson per a generar una acció col·lectiva que treballi a favor d'un objecti comú. Si això és efectivament així, la mateixa lògica opera de forma contrària a l'incentiu d'una acció col·lectiva. És a dir, els interessos personals agregats poden generar efectivament una acció conjunta, però és pels mateixos interessos personals que dita acció queda avortada. Tècnicament se'n diu dilema social.

### Factors conjunturals
La lectura de Mancur Olson s'ha de complementar obligatòriament amb altres treballs en l'àrea de la sociologia i de la psicologia social. Als anys 1970 Charles Tilly i Edward Shorter pogueren provar efectivament que l'acció col·lectiva està condicionada molts cops per la conjuntura política. Tots dos estudiaren les vagues i després d'això n'obtingueren resultats aclaridors. Resumidament ens diuen que l'acció col·lectiva tindrà més probabilitats o menys d'existir segons com sigui la conjuntura política, és a dir, segons els partits polítics que hagin governat.
Olivier Fillicule va ampliar aquestes conclusions als anys 1990 amb l'estudi de les manifestacions. Confirma que la conjuntura política serà més proclítica a generar accions col·lectives i, en aquest aspecte, Jan Willem Duyvendak no fa altra cosa que verificar unes conclusions de gran consens.
Per tot plegat Sidney Tarrow arriba a modelitzar una escala de factors conjunturals. Avalua amb això el nivell d'obertura o tancament de les institucions a escolar el ciutadà, el grau d'estabilitat de les aliances polítiques, així com la presència o absència mateixa d'aliances d'exteriors al si de l'acció col·lectiva duta a terme. Hamspeter Kriesi clou l'any 1995 que segons com s'hagi estructurat l'estat, l'acció col·lectiva és més fàcil o no de produir-se i/o de dur-se a terme.